# 이상한 나라의 폴
《이상한 나라의 폴》(원제: 폴의 미라클 대작전, 일본어: ポールのミラクル大作戦 포루노 미라쿠루 다이사쿠센[*], 영어: Paul's Miraculous Adventure)은 1976년 일본의 타츠노코 프로덕션이 제작한 TV시리즈 애니메이션이다. 
마법의 세계를 지배하는 마왕을 현실세계에서 온 용감한 소년이 무너뜨린다는 내용이다.
특히 주인공 폴이 가지고 있는 '딱부리'라는 요요는 실제 어린이들 사이에서도 인기를 얻었으며 이 때부터 요요붐이 일어나기도 하였다.
대한민국에서는 ㈜중앙일보 동양방송에서 수입하여 엄마 찾아 삼만리에 이어 1977년 8월 12일부터 1978년 7월 28일까지 (뒤이어 태풍 소년) 매주 금요일 저녁 6시 《이상한 나라의 삐삐》라는 제목으로 동양방송에서 방영됨으로써 처음 소개되었다. 이후 1984년 5월 24일부터 1985년 5월 2일까지 ㈜KBS 영상사업단에서 수입하여 KBS에서 이상한 나라 폴이라는 제목으로 재더빙하여 방영하였고, 1996년과 1997년에 ㈜SBS프로덕션에서 수입하여 SBS를 통해 이상한 나라의 폴이라는 방영명으로 또다시 재더빙되어 방영되어 총 세번의 더빙판이 존재한다(참고로 SBS판에서는 성우진과 주제가가 전면 교체되었다). SBS 방영 이후, 한동안 지상파에서 방영되지 않다가 EBS에서 방영권을 확보하여 2009년 4월 21일부터 8월 11일까지 EBS를 통해 1984년에 우리말 녹음된 KBS 방영판을 재방영된 바 있다. 2005년 DVD로 해당작품이 출시된 바 있다.(하지만 전편이 아닌 1,2,5,11,17,31,32,38,50화, 총9화를 3 DVD에 담았다.) 2021년에 애니원에서 재방영되었다.

## 줄거리
- 괄호는 한국어판 내의 이름

공상을 좋아하는 소년 폴은 10살 생일을 맞아 부모님으로부터 인형을 생일선물로 받는다. 그날 밤 그 인형 속에 봉인되어 있던 요정 팟쿤(찌찌)은 폴과 폴의 여자친구 니나, 그리고 니나의 애완견 돗페(삐삐)를 4차원의 세계인 이상한 나라로 안내한다. 그곳에서 돗페는 의인화되어 말을 할 수 있고 사람같이 두 다리로 서는 등 이상한 나라는 사람이 하늘을 날 수도 있고 장난감 차가 수퍼카로 변신하는 신기한 세상이었다. 그러나 오랫동안 잠들어 있던 악마 벨트 사탄(Belt Satan; 대마왕)이 깨어나 니나를 납치한다. 결국 니나를 이상한 나라에 남겨둔 채 폴 일행은 원래 세상으로 돌아왔지만 딸이 실종된 것을 알게 된 니나 부모님의 질책과 충격, 추궁 등에 시달리게 된다. 니나를 구해내기 위해 폴은 팟쿤, 돗페와 함께 이상한 나라를 오고가며 벨트 사탄과 피할 수 없는 싸움에 돌입한다. 결국 폴은 니나를 구출하고 벨트 사탄을 물리친다.

## 등장인물
- 성우는 일본 원판, 한국어 더빙판. 한국어 더빙판은 TBC, KBS, SBS판으로 나뉘게 됨.
- 2009년 4월부터 8월까지 방송된 EBS 방영판은 이전 KBS 방영판을 사용.

### 폴
성우 : 시라카와 스미코 · 최수민(TBC) · 김순원(KBS) · 박영남(SBS)
이 만화의 남주인공이자 공상을 좋아하는 소년. 가난한 재단사집 소년으로 감수성이 풍부하여 이상한 나라를 믿는 편이며 부모님으로부터 생일 선물을 받은 인형 찌찌의 도움으로 이상한 나라로 떠나게 된다. 하지만 처음으로 갔을 때 대마왕에 의해 여자친구인 니나가 납치되자 니나를 구하기 위해 이상한 나라를 여러 번 왕래했지만 실패만 거듭하다가 나중에 가서야 대마왕으로부터 니나를 구해내는 데 성공한다. 니나를 구한 이후에도 대마왕에 의해 위험에 빠진 이상한 나라를 구하기 위해 이상한 나라를 왕래하게 된다. 딱부리라는 요요를 가지고 있으며 대마왕의 부하들하고 맞서 싸운다.

### 니나
성우 : 요코자와 케이코 · 이영주(TBC) · 유지영(KBS) · 송도영(SBS)
긴 금발을 가진 소녀로 폴의 여자친구이기도 하며 정신적인 지주이기도 하다. 부잣집 딸이며 처음으로 이상한 나라를 가던 중 대마왕에 의해 납치되었다가 나중에 폴에 의해 구출된다. 이후에는 폴 일행하고 합류하여 대마왕에 의해 위험에 빠진 이상한 나라를 구하기 위해 이상한 나라를 왕래하게 된다.

### 팟쿤(삐삐(TBC), 찌찌)
성우 : 이치류사이 하루미 · 이향숙(TBC) · 이경자(KBS) · 지미애(SBS)
폴의 부모님이 폴을 위해 생일을 맞아 직접 만든 봉제인형이었지만 그 속에 이상한 나라에서 온 정령이 깃들어져있다. 말을 할 줄 알며 시간을 정지시키는 능력을 가졌다. 뿅망치같은 도구로 바닥을 쳐서 이상한 나라로 가는 통로를 만든다. 대마왕에 의해 위험에 빠진 이상한 나라를 구하기 위해 폴 일행하고 이상한 나라로 떠나게 되지만 보통 때는 그냥 인형에 불과하다. 마지막에서는 폴 일행하고 작별을 하고 나서 그의 고향인 요정 나라로 떠나게 되며 인형은 그대로 현실 세상에 남게 된다. 참고로 TBC판에서는 찌찌라는 이름의 캐릭터가 없고 주제가에만 나오는 이름이다.

### 돗페(딱부리(TBC), 삐삐)
성우 : 타노나카 이사무 · 故 김현직(TBC) · 조동희(KBS) · 유해무(SBS)
니나가 기르는 애완견으로 덩치가 큰 세인트 버나드 종의 개이다. 보통 때는 평범한 개에 불과하지만, 이상한 나라에서는 사람처럼 말도 할 수 있고 두 발로 설 수 있으며 큰 귀로 하늘을 날기도 하지만 고소공포증이 심하여 높은 곳만 보면 금방 놀라는 편이다.  폴, 찌찌와 함께 니나를 구하기 위해 이상한 나라로 떠나게 되며 니나가 구출된 후에도 이상한 나라를 구하고 대마왕을 무찌르기 위해 이상한 나라를 왕래하게 된다.

### 마왕 벨트사탄(대마왕)
성우 : 오오히라 토오루 · 김정경(TBC) · 설영범(KBS) · 한상덕(SBS)
카라스의 악역인 호슈인 에코를 포함, 타츠노코 프로덕션의 작품에 등장하는 악역들하고 쌍벽을 이루는 절대 악역. 머리 양쪽에 붙어있는 뿔이 급소다. 오랫동안 깊은 잠에 빠졌다가 깨어나 이상한 나라를 지배하게 된 마왕으로 이상한 나라 전체를 정복하는 야욕을 갖고 있다. 그 힘을 위해서는 인간인 니나의 힘을 필요로 하여 니나가 이상한 나라에 왔을 때 납치하여 자신의 부활과 이상한 나라의 정복을 꿈꾸게 되지만 니나를 구하려는 폴에 의해 수포로 돌아가게 된다. 더군다나 폴과 싸울 때 폴이 던진 딱부리에 의해 한쪽 뿔이 부러져 힘이 약해지기도 했다. 포악하고 독재적인 성격을 지녔으며 자신의 뜻을 거역하거나 따르지 않는 이들에게는 무참히 짓밟으면서 폴 일행을 제거하기 위해 온갖 수단을 총동원한다. 나중에 가서는 폴에 의해 부러졌던 뿔이 재생되기도 하였는데 마지막에는 폴, 니나, 삐삐가 던진 딱부리, 목걸이, 개목줄 등에 의해 양쪽 뿔이 부러지게 되어 마침내 완전히 소멸되고 만다.

### 키노피(버섯동자(TBC), 버섯돌이)
성우 : 마루야마 히로코 · 우문희(TBC) · 박은숙(KBS) · 손정아(SBS)
원래 평범한 버섯이었지만 대마왕 벨트사탄에 의해 깨어나 그의 분신이 되어 폴 일행을 집요하게 괴롭히지만, 사실은 대마왕의 앞잡이 노릇을 한 허수아비에 불과했다. 대마왕을 위해서라면 충성을 다 바치려는 성격이며 대마왕이 폴에 의해 한쪽 뿔이 부러져 힘이 약해지게 되었을 때 대마왕을 대신해서 폴하고 싸우기도 했다. 나중에는 이용가치가 없다며 대마왕에게 배신당한 뒤 개과천선, 물심양면으로 폴 일행을 도와주게 되면서 합류하다가 마지막에 본래의 버섯으로 돌아간다. 통나무를 타고 다니며 버섯가루 공격으로 폴 일행을 괴롭히지만 악역 치고는 미워할 수 없는 인물.

### 나레이션
성우 : 코노시마 아이코 · 김은영(TBC) · 이경자(KBS) · 송도영(SBS)
이야기의 시작하고 끝에 여운을 남긴다.

## 도구, 용어, 가상장소
요요(TBC), 딱부리
폴이 가지고 있는 요요의 일종으로 빨간 바탕에 'P'자가 하얀 글씨로 새겨져 있다. 여기에 찌찌의 뿅망치로 치면 황금색으로 변하여 커지게 되면서 상대방을 공격하게 된다.
요술차
폴이 가지고 있는 자동차 장난감으로 이상한 나라에서는 요술차를 직접 타고 운전을 할 수 있으며 하늘을 날아다니기도 한다.
뿅망치(마술봉, 요술봉)
찌찌가 가지고 있는 뿅망치같은 도구로 이것으로 바닥을 치면 이상한 나라로 가는 터널이 나오게 되며 동시에 다른 도구를 치게 되면 커지게 된다.
목걸이
니나가 매고 있는 푸른색 삼각형 목걸이로 푸른색 바탕에 하트 모양이 새겨져 있다. 마지막에 가서 대마왕을 무찌르는 데 사용되었다.
개목줄
삐삐가 가지고 있는 개의 목에 착용하는 붉은색 목줄로 마지막에 대마왕을 무찌르는데 사용되었다.
이상한 나라
이상한 나라는 현실세계와 다른 4차원상의 세계로 알려졌으며 그곳에는 현실과는 다르면서도 때로는 똑같은 일들이 일어나고도 있는 세계로 폴, 니나, 삐삐(돗페)가 이상한 나라에서 온 정령의 혼(魂)이 씌였던 폴이 부모님으로부터 선물받은 봉제인형인 찌찌(팟쿤)에 의해 처음으로 소개된 가상장소이다. 각 나라 및 세계별로 독특하고 기이한 문화와 풍습 등을 지녀오는 것이 특징이다. 여기서 인형인 찌찌는 이상한 나라에서 온 정령에 의해 사람처럼 말을 하고 움직이는 능력을 가졌으며 니나의 애완견인 삐삐도 모습은 개이면서도 몸은 사람처럼 두 발로 걷고 말을 할 수 있으며 때로는 새처럼 큰 귀를 통해 하늘을 날아다니는 능력을 가지기도 한다. 하지만 오랜 잠에서 깨어난 대마왕(벨트사탄)에 의해 위험에 빠지기도 했으나 폴 일행에 의해 구해지게 되었다. 폴 일행이 현실로 돌아가는 경우에는 찌찌가 목걸이를 통해 시간이 다 되었음을 알려주면서 마술봉으로 바닥을 쳐서 현실세계와 이상한 나라로 가는 통로를 만들어내기도 한다(마지막에는 마술봉 효력이 소진되어 완전히 부서져 깨졌다).
현실세계
폴 일행이 평범하게 살고 있는 인간세상을 일컬으며 여기에서는 이상한 나라와는 달리 찌찌와 삐삐가 각각 그대로 봉제인형과 보통 개로 활동하게 된다. 단, 대마왕의 마력(魔力)이 이 곳에 미치게 되는 경우나 이상한 나라에서 현실세계에 신호 등을 보내는 경우 이변이 일어나기도 한다.
시간정지(시간멈춤)
찌찌가 양쪽 눈을 통해 현실세계의 시간을 멈추게 하는 현상으로 이 때는 폴, 니나, 찌찌, 삐삐를 제외한 모든 사람들의 행동이 일시적으로 멈추게 된다(찌찌와 삐삐는 이 때부터는 모습은 각자 그대로이면서 사람처럼 행동하게 된다). 처음에는 폴, 니나, 삐삐도 멈춘적이 있으나 찌찌에 의해 시간이 멈춘 와중에도 움직일 수 있게 되었다. 이때 폴 일행은 멈추어져 있는 사람이나 동물, 사물 등을 다른 곳으로 이동할 수 있으며 현실로 돌아오게 되면 다시 정상적인 생활이 시작되며 옮겨진 사람이나 사물 등의 경우 옮겨진 곳에서 다시 움직이게 된다. 반대로 시간이 멈추기 직전에 그대로 있는 사람이나 사물 등은 변동없이 정위치에 그대로 있다. 의외로 이상한 나라를 믿거나 하는 등의 다른 사람도 찌찌에 의해 움직일 수 있다.
터널
찌찌의 마술봉을 통해 만들어지는 터널로 현실세계와 이상한 나라 사이의 길목 역할을 맡고 있다. 폴 일행은 여기에 들어가게 되면 아무 의식이 없듯 흐물한 모습으로 현실세계와 이상한 나라 사이를 왕래하게 된다.
대마왕 소굴
폴에 의해 한쪽 뿔이 부러져 힘이 약해진 대마왕이 숨어서 지내게 되었던 소굴로 암흑스럽고 음침한 분위기를 가졌다. 대마왕이 부하인 버섯돌이(키노피)에게 명령을 부여하고 폴 일행을 없애기 위한 수단과 방법 등을 짜내는 장소 역할도 하고 있다. 그러나 나중에 대마왕이 힘을 되찾아 부러졌던 뿔이 생성되면서는 대마왕에 의해 사실상 파괴되었다.
대마왕 뿔
대마왕의 머리에 좌우로 뾰족하게 나있는 뿔로서 대마왕에게는 사실상 뿔이 급소역할을 하고 있다. 보기에는 뾰족한 보통 뿔로 보이지만 그 속에는 다른 역할이 들어있으며 왼쪽 뿔은 마력(魔力)을 부르는 역할을 하고 있으며 오른쪽 뿔은 대마왕이 움직이는 역할을 하고 있다. 참고로 폴이 니나를 구하게 되었을 때 대마왕과 싸워서 부러뜨린 뿔은 대마왕이 움직이는 역할을 하고 있다는 오른쪽 뿔이다. 때문에 대마왕은 오른쪽 뿔이 부러진 후에는 밖에 나가지 못하고 소굴에서 은신하며 지내게 되었지만 아직 남아있는 마력을 부르는 왼쪽 뿔이 남아있기 때문에 소굴 안에서도 마력을 부릴 수 있게 된 것이다(버섯돌이(키노피)에게 마력과 괴물 등을 붙여주는 것도 이 때문이다). 마지막에는 대마왕의 자력(自力)으로 부러졌던 오른쪽 뿔이 재생되어 대마왕이 밖에서 행동할 수 있게 되었지만 폴, 니나, 삐삐가 던진 딱부리, 목걸이, 개목줄에 의해 양쪽 뿔이 모두 잘리게 되었고 이로 인해 결국 대마왕이 완전히 소멸되고 말았다.

## 서브 타이틀
1. 부활한 벨트사탄 (よみがえったベルト・サタン) (납치된 니나)
2. 공포의 거미성 (恐怖のクモの巣城) (거미의 성)
3. 우츠보카즈라의 추격 (ウツボカズラの追撃) (사마귀의 추적)
4. 암석 거인의 비밀 (岩石巨人の秘密) (바위 위 괴물의 비밀)
5. 해골의 역습 (ガイコツの逆襲) (독수리의 기습)
6. 전전마인의 대결 (電電魔人の対決) (천둥번개와 번개소녀)
7. 공포의 롤러 거인 (恐怖のローラー巨人) (이상한 나라의 악기)
8. 선인장 나라에 꽃이여 피어라 (サボテン国に花よ咲け) (괴물 선인장)
9. 악당조인을 쓰러뜨려라 (悪党鳥人を倒せ) (새들의 나라)
10. 깨어나라! 청동의 기사 (めざめよ! 青銅の騎士) (청동의 기사)
11. 추억 속 니나의 꽃 (思い出のニーナの花) (니나의 꽃)
12. 도어 성의 소년 (ドア城の少年) (앵무새의 흉내)
13. 밤의 괴물 아크나이터 (夜の怪物アクナイター) (암흑의 왕)
14. 불타라 불꽃! 한번 더 (燃えろ炎! もう一度) (살아나는 불꽃)
15. 거인의 나라에 어택 (巨人の国にアタック) (거인의 나라)
16. 종이접기 나라의 결전 (おりがみ国の決戦) (종이나라의 여행)
17. 벨트사탄의 뿔을 노려라 (ベルト・サタンの角を狙え) (대마왕의 뿔)
18. 스페이드 마녀의 눈물 (スペード魔女の涙) (마녀의 눈물)
19. 시간을 잊은 시계 나라 (時を忘れた時計国) (시간을 잊은 시계)
20. 슬픔의 화화성 (悲しみの花火城) (슬픔의 불꽃성)
21. 거대 렌즈의 분노 (巨大レンズの怒り) (오목이와 불록이)
22. 메카 타운의 최후 (メカタウンの最後) (기계나라의 컴퓨터)
23. 거꾸로 대소동 (アベコベ大騒動) (거꾸로 가는 나라)
24. 흔들흔들 그림자여 일어서라 (ユラユラ影よ立ちあがれ) (그림자의 나라)
25. 그림책의 그려라! 자유의 거리 (絵本に描け! 自由の街) (빨간 그림물감)
26. 톳카멜 형사의 모험 (トッカメール刑事の冒険) (토카멜 형사의 모험)
27. 성모 마리아의 눈물 (聖母マリアの涙)
28. 음표인간이여 평화를 불러라 (音符人間よ平和をよべ) (평화의 종소리)
29. 소생하라! 양심의 등불 (よみがえれ! 良心の灯) (양심의 등불)
30. 미래를 도둑맞은 나라 (未来を盗まれた国) (원숭이가 된 사람들)
31. 태양을 잃어버린 야채인간 (太陽を失った野菜人) (호박 할아버지)
32. 마의 세포세계 (魔の細菌世界) (세균들의 전쟁)
33. 일곱 색을 되찾아라 (七つの色をとりもどせ) (빛의 가족)
34. 팟쿤 고향으로 돌아가다 (パックン故郷へ帰る) (고향에 돌아간 찌찌)
35. 도기인의 변신 (陶器人の変身) (휼룡한 도자기)
36. 미니미니 나라여 손을 잡을 수 있다(전편) (ミニミニ国よ手をつなげ(前編)) (소인국의 전쟁 (전편))
37. 미니미니 나라여 손을 잡을 수 있다(후편) (ミニミニ国よ手をつなげ(後編)) (소인국의 전쟁 (후편))
38. 장난감이 만든 사랑의 다리 (オモチャが作った愛の橋) (우정의 다리)
39. 이상한 숫자 인간 (ふしぎな数字人間) (컴퓨터 왕국)
40. 바다 속의 모험 놈 (海の中の冒険野郎) (모험을 떠나는 샌디)
41. 희망과 용기가 되는 나무 (希望と勇気のなる木) (희망이 열리는 나무)
42. 일어서라! 애니멀 나이츠 (立ちあがれ! アニマルナイツ) (힘을 물리친 지혜)
43. 비누방울 언제까지나 (シャボン玉よいつまでも) (비누방울로 만든 예술품)
44. 토템볼의 분노 (トーテムポールの怒り) (평화의 기도)
45. 꽃의 여동생 릿피 (花の妹リッピー) (꽃의 요정)
46. 벨트사탄의 부활 (ベルトサタンの復活) (생명의 꽃)
47. 과자 나라의 카니발(전편) (お菓子の国のカーニバル(前編)) (과자축제 (전편))
48. 과자 나라의 카니발(후편) (お菓子の国のカーニバル(後編)) (과자축제 (후편))
49. 몰아넣어라! 벨트사탄 (追いつめろ! ベルトサタン) (대마왕의 뿔을 잡아라)
50. 안녕! 이상한 나라 (さようなら! 不思議な世界) (안녕! 이상한 세계)

## 기타
주제가
1. 일본어버젼 OP & ED
2. 한국어 버젼: 만화노래 레코드 어린이왕국버전(일본어 원곡 오프닝곡과 동일함)과 TBC버전(일본어 엔딩곡을 한국어 오프닝곡으로 사용하였음) 및 KBS버전(TBC버전과 동일함)은 이지혜씨가 불렀고, SBS버젼(KBS버젼과 동일)은 강준규, 맹준용이 불렀음.

35화 도기인의 변신 편의 경우 대한민국에서는 유일하게 지나친 왜색 장면 등으로 인해서 TBC판은 물론 KBS판과 SBS판에서도 모두 방영되지 않았다. 이로 인해서 대한민국 더빙판에서는 총 49화로 단축되어 방영하였다.  

## 참고 자료
- 베스트애니메 작품소개